# Торговый канал

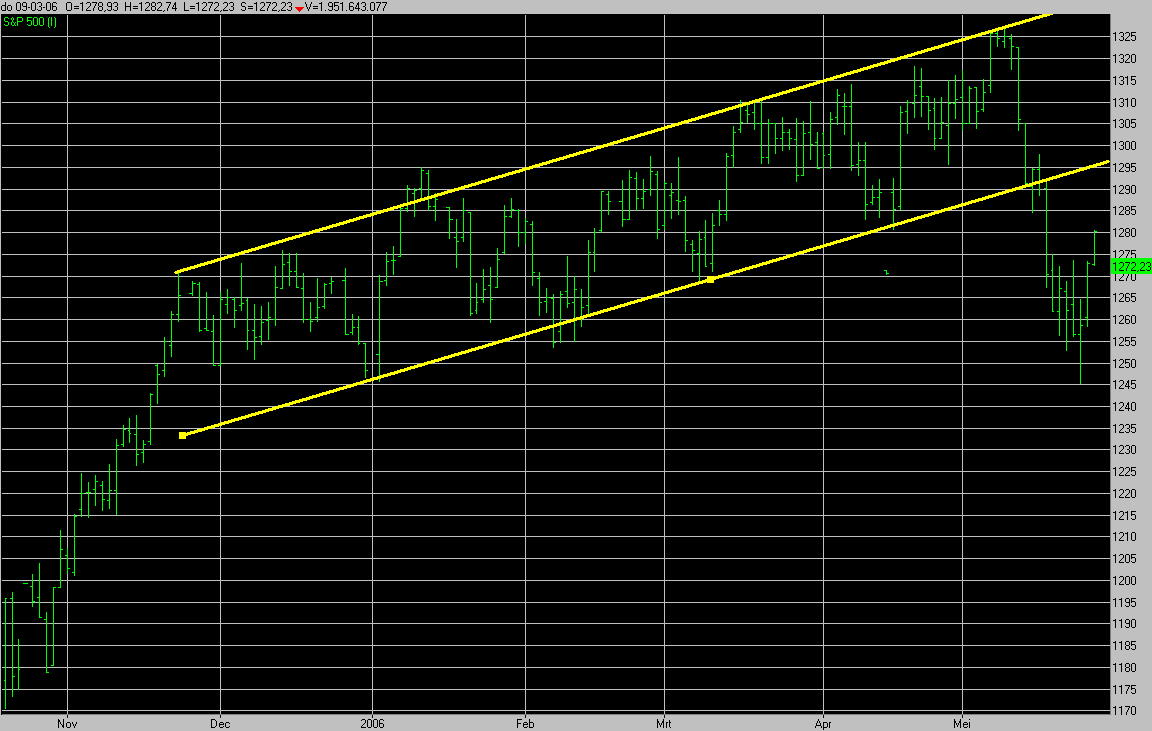
Наклонный (трендовый) канал

Торговый канал — термин технического анализа биржевой торговли, форекса — область консолидации цен рынка. Существует 2 вида торговых каналов: горизонтальный (флэтовый) и наклонный (трендовый).
Обычно рекомендуют совершать сделки на границах канала. Возможны два варианта: торговать либо внутри канала (по тренду), или заключать сделки на прорыв канала (пробитие, выход из зоны канала).
Следует остерегаться ложных прорывов — при ложном прорыве цена сильно выходит за границы канала (верхнюю, нижнюю), но довольно скоро возвращается в границы канала и продолжает развиваться циклически.
Цены далеко не всех объектов биржевой торговли формируют каналы.

## Прорыв торгового канала
Прорыв границ торгового канала может быть важным сигналом для торговли. Прорыв предполагает последующее движение цен в направлении прорыва. Надежность прорыва можно оценить по следующим факторам:
- Продолжительность торгового канала: чем она больше, тем возможно более значительным будет будущий прорыв.
- Ширина канала: прорывы из узких дают, как правило, особенно надёжные сигналы к торговле.
- Подтверждение прорыва: наличие фундаментальных причин и поддерживающих покупок (продаж), закрепляющих тенденцию[1].